# Musée d'histoire de Catalogne
Ne doit pas être confondu avec Musée national d'art de Catalogne.
Le Musée d'histoire de Catalogne (MHC, en catalan : Museu d'Història de Catalunya) est un musée situé dans le Palais de la Mer, dans le quartier de la Barceloneta, dans le port de Barcelone.

## Histoire
Il est créé en 1996 par la Généralité de Catalogne.

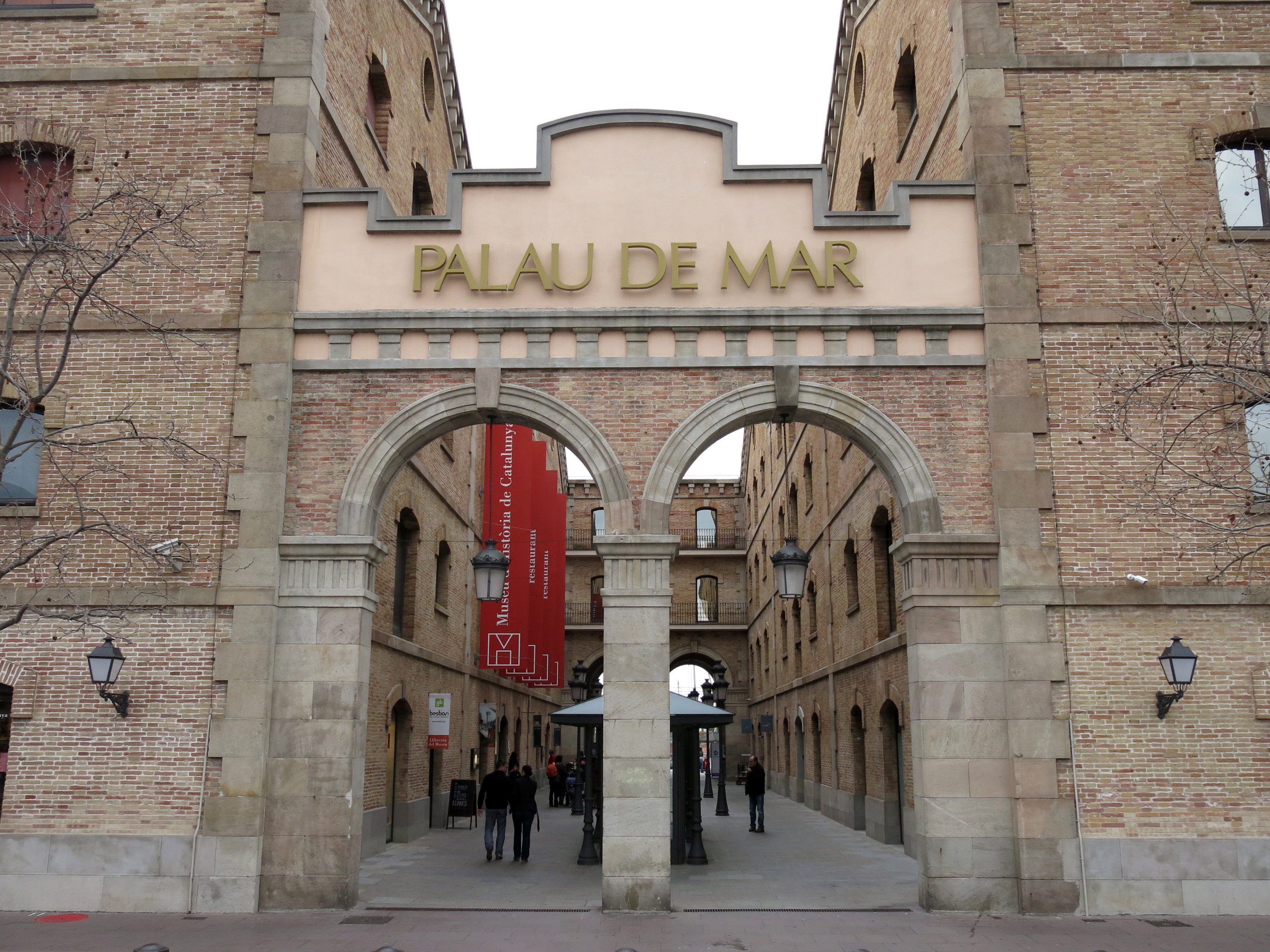
Allée centrale du Palau de Mar (Palais de la Mer).

De nombreux historiens, comme Josep Fontana et Albert Balcells, participent à sa création. Plus tard, d'autres personnalités, comme Ernest Lluch, Jordi Maluquer, Carme Molinero et Pere Ysàs, participent à son développement.
Depuis septembre 2020, le Musée d’histoire de la Catalogne publie un balado mensuel intitulé « SOM ».